# Cneu Papírio Carbão
Cneu Papírio Carbão (m. 82 a.C.; em latim: Cnaeus Papirius Carbo) foi um político da gente Papíria da República Romana eleito cônsul por três vezes, em 85, 84 e 82 a.C., servindo com Lúcio Cornélio Cina nas duas primeiras vezes e com Caio Mário, o Jovem na última. Era filho de Cneu Papírio Carbão, cônsul em 113 a.C., sobrinho de Caio Papírio Carbão, primo de Caio Papírio Carbão Arvina, tribuno da plebe em 90 a.C., e pai de Caio Papírio Carbão, um pretor 81 a.C.. Foi um dos principais líderes da facção dos populares liderada por Caio Mário e um membro ativo do governo de Cina em Roma na década de 80 a.C..

## Carreira
Carbão, na época um tribuno da plebe, foi mencionado pela primeira vez em 92 a.C. quando o cônsul Caio Cláudio Pulcro o denunciou ao Senado sobre seus objetivos sediciosos. Quando Mário voltou da África a pedido de Cina, alijado de seu consulado por Cneu Otávio, Papírio juntou-se a eles comandando um dos quatro exércitos populares que cercaram e tomaram a capital romana.

## Cônsul e oRegnum Cinnanum

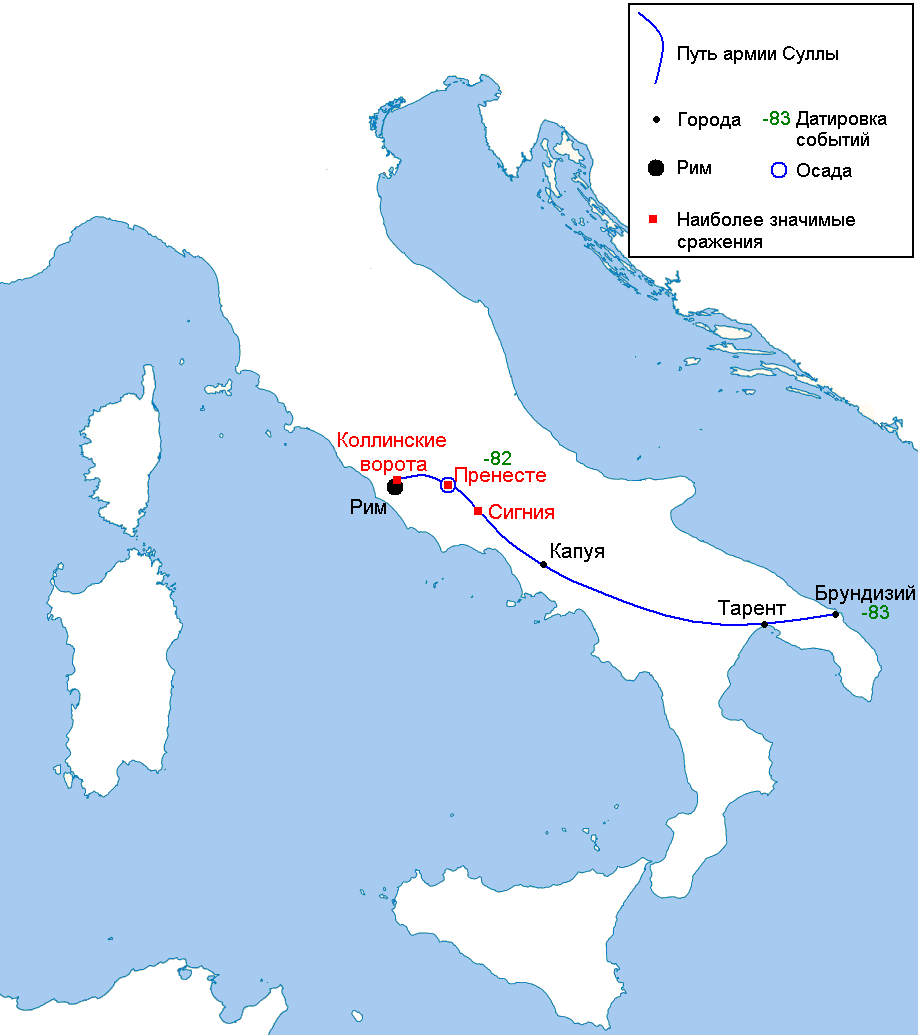
Marcha de Sula até Roma, desde Brundísio (à direita).

Em 85 a.C., foi escolhido por Cina para ser seu colega consular e os dois começaram os preparativos para uma guerra na Grécia contra Mitrídates VI, do Reino do Ponto, e, provavelmente, contra Sula, o procônsul exilado que estava sob o comando da guerra até então e que já havia anunciado a sua intenção de voltar para a Itália. Para isto, os dois mobilizaram todos os seus aliados para conseguir os recursos necessários para o alistamento e para a reforma da frota que vigiava as costas da Itália, com base em Ancona. Sula escreveu ao Senado e os senadores decidiram não aceitar nenhuma proposta dos cônsules até que novas notícias chegassem; Cina e Carbão se mostraram dispostos a obedecer, mas tão logo os embaixadores de Sula deixaram Roma, Cina e Carbão declararam-se reeleitos para o ano seguinte (84 a.C.), pois nenhum dos dois queriam a obrigação de retornar para a capital para organizar as eleições, abandonando assim os preparativos.
Muitas tropas conseguiram atravessar o mar Adriático, mas, quando Cina foi assassinado num motim por seus próprios soldados, que se recusavam a participar de uma guerra civil sem nenhuma perspectiva de saques, Carbão se viu obrigado a trazê-los todos de volta para a Itália. Quando finalmente conseguiu chegar em Roma para as eleições, Carbão não conseguiu eleger um cônsul sufecto para terminar o mandato de Cina por causa de prodígios desfavoráveis, permaneceu como cônsul solitário (o que era ilegal) até o final do ano.

## Terceiro consulado e morte
Em 83 a.C., Sula finalmente conseguiu voltar para a Itália e Carbão, procônsul na Gália Cisalpina, voltou rapidamente para Roma e impôs um decreto que declarou que Quinto Cecílio Metelo Pio e todos os senadores que ainda apoiavam Sula "inimigos públicos". Na mesma época, o Capitólio foi incendiado e a suspeita recaiu sobre Carbão.
No ano seguinte, enquanto Sula e seus aliados avançavam por diversas frentes através da Itália, Carbão foi eleito cônsul novamente, desta vez com Caio Mário, o Jovem, e recebeu a Gália Cisalpina como província consular. Na primavera, seu legado Caio Carrinas foi obrigado a travar uma difícil batalha contra Metelo Pio no norte da Itália e foi posto em fuga. Mas o próprio Carbão seguiu Metelo e o emboscou em uma posição indefensável. Logo em seguida, quando soube da desgraça de Mário na Batalha de Sacriporto, perto de Preneste, onde se refugiou, Carbão marchou com suas forças até Arímino, para onde foi seguido pelo aliado de Sula, o jovem Pompeu, comandante das forças de Piceno.
Em paralelo, Metelo conseguiu uma outra grande vitória sobre um exército de Carbão e Sula, depois de marchar novamente sobre Roma e vencer os populares na Batalha da Porta Colina, voltou sua atenção para Carbão. Os dois exércitos se enfrentaram às margens do rio Glanis, onde os hispânicos que serviam como auxiliares no exército de Carbão desertaram para o lado de Sula (os que ficaram para trás foram executados, pois não havia mais como confiar neles). Posteriormente, uma nova batalha foi travado perto de Clúsio e durou um dia inteiro, mas terminou sem um vencedor claro. Como Pompeu e Crasso ainda estavam enfrentando Carrinas perto de Espolécio, Carbão enviou-lhe um exército de apoio. Sula, ao saber disto, atacou este exército isoladamente e matou mais de mil homens numa emboscada, mas Carrinas, que estava cercado, aproveitou-se da situação e conseguiu escapar.
Caio Márcio Censorino, que foi enviado por Carbão para levantar o cerco a Mário em Preneste, foi também emboscado e atacado por Pompeu, que aniquilou muitos de seus homens. Seus soldados, que o consideravam a causa de sua derrota, desertaram, com exceção de umas poucas coortes, com as quais Censorino retornou a Carbão. Pouco depois, ele e Caio Norbano Balbo atacaram o acampamento de Metelo Pio na Batalha de Favência, mas a época e o local escolhido lhes foram desfavoráveis, o que os levou à derrota: perto de 10 000 de seus homens foram mortos e outros 6 000 juraram lealdade a Metelo Pio, obrigando Carbão a fugir para Arímino com cerca de mil sobreviventes.
As deserções continuaram; Norbano fugiu para Rodes e lá se suicidou; apesar de estar à frente de um grande exército e de ainda contar com o apoio dos samnitas, Carbão ficou muito decepcionado depois que Lúcio Júnio Bruto Damásipo, à frente de duas legiões, não conseguiu libertar Preneste e o jovem Mário, o que fez deixar a Itália. Primeiro ele seguiu para a África e, logo depois, para a ilha de Cossira (moderna Pantelária), onde foi preso, levado acorrentado até Pompeu, em Lilibeia, e executado por decapitação. Sua cabeça foi enviada para Sula no final de 82 a.C.